# Purismeño
Purismeño (Purisimeño), pleme američkih Indijanaca iz središnje skupine porodice Chumashan. Purismei su naseljeni na kalifornijskoj obali između Obispeña i Barbareña na sjeverozapadu okruga Santa Barbara. Ime su dobili po franjevačkoj misiji La Purísima Concepción de Maria Santisima (vidi), jedanaestoj od dvadesetjedne misije u Kaliforniji, a osnovao ju je 1787. osnovao franjevac Fermín Francisco de Lasuén. Na misiji je pokršteno oko 1,000 Čumaša koji će biti poznati kao Purismeño.